# Acanthostega
Acanthostega (av grekiska akantha, tagg, och stega, tak), utdött släkte av primitiva fyrfotadjur från yngre devon (385 - 359 miljoner år sedan) upptäckt på Östgrönland.

## Upptäckt och systematik
En ofullständig skalle var det först påträffade fossilet av Acanthostega. Det upptäcktes sommaren 1932 av Gunnar Säve-Söderbergh på Wiman Bjerg. Ett avtryck av skalltaket från ytterligare ett exemplar hittades på Celsius Bjerg 1947. Erik Jarvik beskrev djuret som ett nytt släkte med en art, Acanthostega gunnari. Acanthostega var därmed det näst först kända fyrfotadjuret från devon; Ichthyostega från samma lagerföljder var det första. En dansk-brittisk expedition insamlade sommaren 1987 ett stort material, där även det mesta av kroppen ingick. En mellanform från fisk till tetrapod är Livoniana, en förfader till Ichthyostega och Acanthostega.

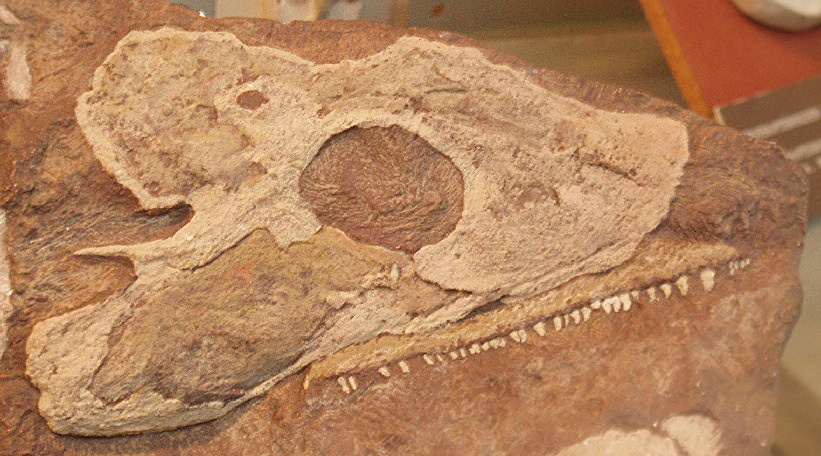
Skalle av Acanthostega insamlad av Gunnar Säve-Söderbergh 1932

## Anatomi och levnadssätt
Acanthostega var mindre och smäckrare än Ichthyostega. Liksom hos Ichthyostega var huvudet relativt brett, platt, med rundad nos och de yttre näsöppningarna belägna påfallande lågt på vardera sidan om nosen. Mot nacken till fanns en utskjutande tagg bildad av ett täckben i skalltaket, det s.k. tabularhornet. Hjärnskålen liknade den hos lobfeniga fiskar som grodfisken Eusthenopteron foordi Tänderna var vassa men klart mindre än hos Ichthyostega, vilket antyder att Acanthostega levde på annan slags föda. Delar av gälskelettet är bevarat, ovanligt nog för ett tidigt fyrfotadjur; det tycks ha haft minst tre fullt utvecklade gälbågar och sålunda andats med gälar i någon mån. Ryggraden var mer jämn i strukturen än hos Ichthyostega, dvs. mer lik den hos en fisk, och stjärten längre och försedd med en långsträckt fena. Både fram- och bakfötter bar minst åtta tår. Av allt att döma var Acanthostega anpassad till vattenliv och tog sig sällan eller aldrig upp på land.

## Släktskap med fiskar och andra fyrfotadjur
Acanthostega representerar en tidig grupp vattenlevande fyrfotadjur, mer avancerad än grodfiskar, panderiktyider och Tiktaalik, men i mångt och mycket primitivare än den samtida Ichthyostega. Den anses inte särskilt nära besläktad med vare sig Ichthyostega eller senare fyrfotadjur.